# میوری
میوری (به لاتین: Miory) یک منطقهٔ مسکونی در بلاروس است که در منطقه ویتبسک واقع شده‌است. میوری ۷٬۸۹۶ نفر جمعیت دارد.